# Shanghai Police – Die wüsteste Truppe der Welt
Shanghai Police – Die wüsteste Truppe der Welt (Originaltitel: chinesisch 富貴列車 / 富贵列车, Pinyin Fùguì lièchē, Jyutping Fu3gwai3 lit3che1, kantonesisch Foo Gwai Lit Che, internationaler Titel: englisch The Millionaires' Express) ist eine Action-Komödie aus Hongkong von und mit Sammo Hung aus dem Jahr 1986.

## Handlung
Fong-Tin Ching ist ein Ganove, der in einer kleinen Stadt ein Bordell eröffnen will. Um Kunden zu bekommen, sorgt er dafür, dass der Shanghai Express, ein Zug, an dieser Stadt nicht weiterfahren kann, sodass alle Passagiere in der Stadt bleiben müssen. In dem Zug sind allerdings auch drei japanische Diebe, die ein chinesisches Kulturgut gestohlen haben und andere Banditen, die versuchen diesen Schatz an sich zu bringen. Es befindet sich dort auch noch ein Kopfgeldjäger, der Fong-Tin fangen will, ein Feuerwehrmann, der zum Polizeichef ernannt und von einer Frau namens Chi an der Nase herumgeführt wird. Eine zum Stehlen neigende Bande von Ex-Polizisten und noch viele andere reisende Passagiere sorgen zudem für Aufregung.

## Kritik
Das Lexikon des internationalen Films urteilte, der Film sei eine „[s]tellenweise rasant inszenierte Klamotte“ und die Synchronisation sei „dümmlich […]“

## Fassungen
Es existieren weltweit mindestens sechs verschiedene Schnittfassungen des Films, die unterschiedlich lang sind und vom verwendeten Bildmaterial voneinander abweichen.